# Bohrklaffmuscheln
Die Bohrklaffmuscheln  (Gastrochaenidae) sind eine Muschel-Familie aus der Ordnung der Imparidentia. Die ältesten Vertreter der Familie sind aus dem Bathonium (Mitteljura) bekannt.

## Merkmale
Die gleichklappigen, aber stark ungleichseitigen Gehäuse sind meist klein. Die Wirbel sitzen nahe am vorderen Ende, der Umriss ist länglich-eiförmig (modioliform). Die Gehäuse klaffen am vorderen Ende und meist auch über den gesamten Ventralrand. Das Ligament befindet sich extern hinter den Wirbeln auf einer Leiste. Das Schloss weist nur wenige Zähne auf, oder ist adont, h.h. ohne Zähne.
Die Mantellinie ist tief eingebuchtet. Es ist nur noch ein Schließmuskeleindruck vorhanden, der vordere Schließmuskel ist fast komplett reduziert. Die Siphonen sind unterschiedlich lang. Die Oberfläche ist meist wenig skulptiert, oft sind nur konzentrische Anwachsstreifen ausgebildet. Die dünne Schale ist aragonitisch. Die äußere Lage besitzt eine Mikrostruktur aus Kreuzlamellen, die innere Lage ist komplex-kreuzlamellar. Beide Lagen können aber auch homogen sein. Die Röhre unterteilt sich in eine hintere Kammer, in der sich das Gehäuse befindet und in eine vordere Siphonalkammer.

## Geographische Verbreitung, Lebensraum und Lebensweise
Die Familie ist weltweit verbreitet. Der Schwerpunkt der Diversität sind jedoch die wärmeren Meere. Die ältesten Vertreter stammen aus dem Mittleren Jura.
Die Tiere bohren mechanisch und chemisch in Gestein, Korallenstöcken oder Molluskenschalen. Sie kleiden die Bohrung mit einer kalkigen Röhre aus, die sie noch etwas über den Rand der Bohrröhre verlängern als Schutz für die langen Siphonen.

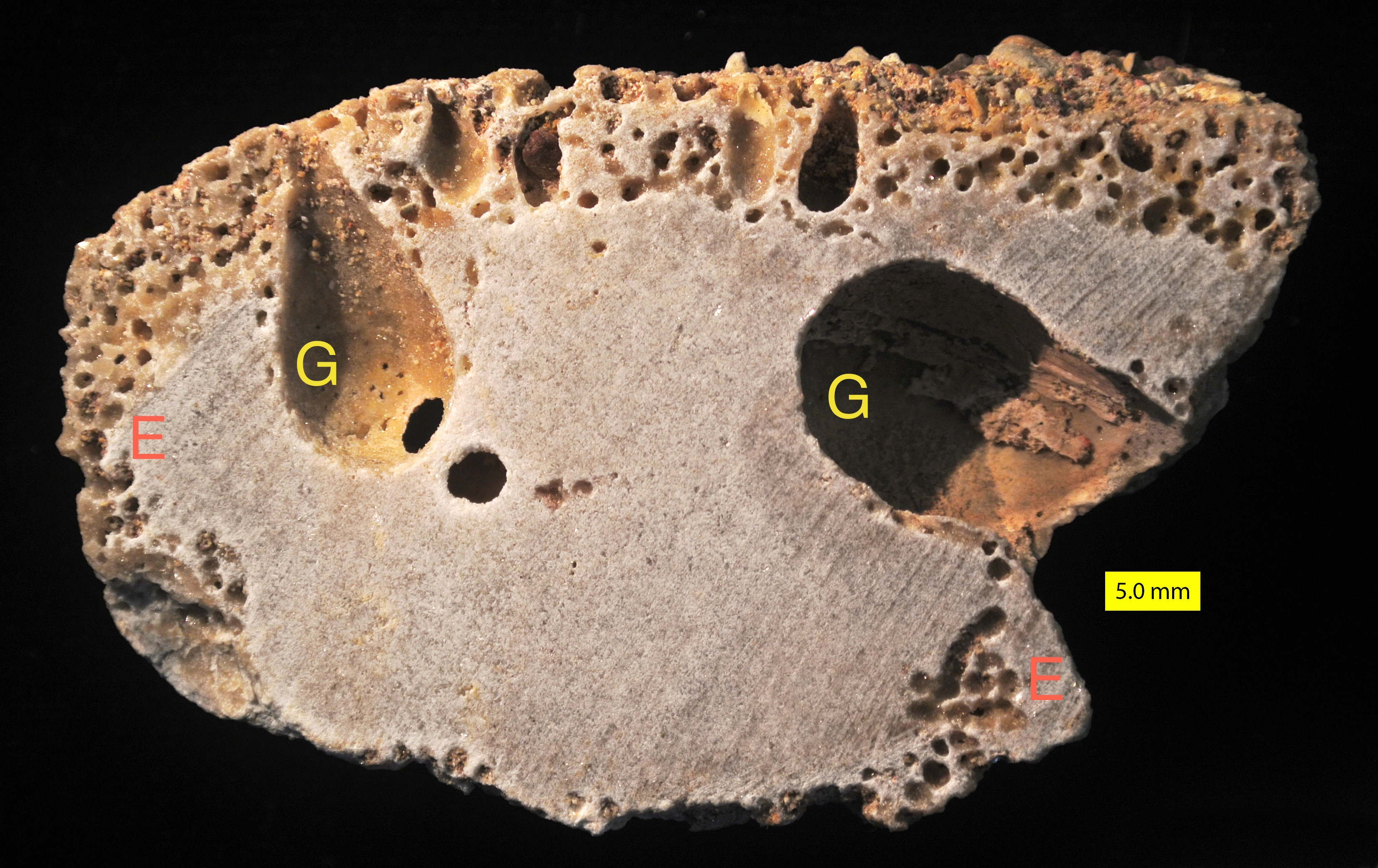
Bohrlöcher von Gastrochaena (G) und Entobia (E, Schwamm!) in einem Gestein miozänen Alters.

## Taxonomie
Das Taxon wurde 1840 vom John Edward Gray aufgestellt. Nach MolluscaBase und Carter et al. (2008) werden folgende Gattungen zur Familie Gastrochaenidae gestellt.
- Familie Bohrklaffmuscheln (Gastrochaenidae)
  - †Carterochaena Fürsich, Palmer, Goodyear, 1994[4]
  - Cucurbitula Gould, 1861
  - Dufoichaena Jousseaume in Lamy, 1925
  - Eufistulana Eames, 1951
  - Gastrochaena Spengler, 1783
  - †Gastrochaenopsis Chavan, 1952[4]
  - †Kummelia Stephenson, 1937[5]
  - Lamychaena Freneix, 1979
  - †Llosaria Quintana, 2015
  - Rocellaria Blainville, 1828
    - Rocellaria dubia (Pennant, 1777)

  - Spengleria Tryon, 1861
  - Spenglerichaena Carter, 2011

Synonyme sind Chaenidae Gray, 1858 und Rocellariidae Ridewood, 1903.

## Belege